# Glenne (Möhne)
Die Glenne ist ein 17,1 km langer, linker Nebenfluss der Möhne im Arnsberger Wald, Nordrhein-Westfalen (Deutschland).

## Geographie
Die Glenne entspringt etwa 800 m nördlich von Altenbüren im Arnsberger Wald auf einer Höhe von 478 m ü. NHN. Von hier aus fließt sie zuerst in nördliche Richtung und nimmt rechts die aus Scharfenberg zufließende Musenbecke auf. Östlich des Großen Äsbergs wendet sie ihren Lauf nach Westen. Ein paar Kilometer weiter passiert sie das auf einer Anhöhe liegende Kallenhardt im Norden und erreicht wenig später Schloss Körtlinghausen. Westlich von Rüthen mündet die Glenne auf einer Höhe von 270 m ü. NHN linksseitig in die Möhne.
Auf ihrem 17,1 km langen Weg überwindet die Glenne einen Höhenunterschied von 208 m, was einem mittleren Sohlgefälle von 12,2 ‰ entspricht. Sie entwässert ein Gebiet von 67,296 km². 

### Nebenflüsse
Die wichtigsten Nebenflüsse der Glenne sind Lörmecke und Schlagwasser. Die Lörmecke ist mit 12,5 km Länge der längste Nebenfluss, das Schlagwasser hat mit 19,503 km² jedoch das größere Einzugsgebiet. Im Folgenden werden die Nebenflüsse genannt, die im Gewässerverzeichnis genannt werden oder gemäß Deutscher Grundkarte oder Liegenschaftskarte einen Namen tragen. 
| Name                          | Position [km] | Lage   | Länge [km] | Einzugsgebiet [km²] | Mündungshöhe [m ü. NHN] | DGKZ      |
| ----------------------------- | ------------- | ------ | ---------- | ------------------- | ----------------------- | --------- |
| Eßhoffer Siepen               | 15,799        | links  | 1,3        | 1,207               | 437                     | 27622 12  |
| Bieke                         | 14,878        | rechts | 1,7        | 1,400               | 419                     | 27622 14  |
| Siepen im warmen Hohle        | 14,481        | links  | 1,1        | 0,872               | 414                     | 27622 15? |
| Faule Siepen                  | 13,248        | links  | 1,5        | 0,857               | 397                     | 27622 16  |
| Musenbecke                    | 13,149        | rechts | 3,3        | 3,508               | 395                     | 27622 2   |
| Bunte Siepen                  | 12,881        | links  | 0,6        | 0,272               | 392                     | 27622 31? |
| Grünenberger Siepen           | 10,693        | links  | 1,3        | 0,625               | 364                     | 27622 32  |
| Schneesiepen                  | 10,342        | links  | 1,1        | 0,392               | 362                     | 27622 33? |
| N.N.                          | 8,849         | links  | 1,0        | 0,611               | 346                     | 27622 34  |
| Horpkesiepen                  | 7,636         | links  | 0,8        | 0,273               | 334                     | 27622 35? |
| Schlagwasser                  | 6,109         | links  | 7,7        | 19,503              | 321                     | 27622 4   |
| N.N.                          | 5,029         | rechts | 1,9        | 1,568               | 308                     | 27622 52  |
| Körtlinghausener Mühlengraben | 3,635         | links  | 0,5        |                     | 300                     | 27622 54  |
| Lörmecke                      | 2,200         | links  | 12,5       | 17,890              | 284                     | 27622 6   |
| Eschensiepen                  | 1,316         | links  | 1,3        | 1,184               | 278                     | 27622 91? |
| Hainsiepen                    | 0,754         | links  | 1,8        | 1,117               | 274                     | 27622 92  |